# La Bonne Aventure (Lucky Luke)
Pour les articles homonymes, voir La Bonne Aventure.
La Bonne Aventure est la quatre-vingt-douzième histoire de la série Lucky Luke par Morris, Xavier Fauche et Jean Léturgie. Elle est publiée pour la première fois en 1986 du no 530 au no 535 du journal Télé Star puis dans l'album Le Ranch maudit en décembre 1986.